# Ano
ano（日語：あの，1997年9月4日—）是日本歌手、模特兒、演員、電視藝人。 從2013年到2019是女性偶像團體You'll Melt More!的成員。從2020年開始以「ano」（此以羅馬字拼寫）的名義展開個人音樂活動，2021年起成為搖滾樂隊I's的成員。

## 生涯

### 出道以前 (－2013)
加入You'll Melt More前，與周圍的環境並不融洽，進入高中後立即退學，過著曠課和家裡蹲的生活。想找個學校以外的歸屬，所以曾經在超市打工，雖然擅長收銀，但不擅長為顧客服務，過了一段時間就辭職了。
對偶像沒有興趣，也沒有打算成為音樂家，在Twitter發現了You'll Melt More招募成員的推文，條件是「喜歡音樂的人」「喜歡笑的人」。猶豫了一會兒後申請了，也沒有理會製作人的郵件，但有多次被邀請來現場看表演，所以決定去現場看看。因為第一次被別人需要，以後也無事可做的理由，决定加入。

### 加入You'll Melt More后（2013－2019）
- 2013年9月21日，作為第3期成員加入You'll Melt More。
- 2019年3月，第一本寫真集「ANother」發售。[2]
- 2019年7月，發布與服裝品牌HATRA的合作產品。[3]
- 2019年9月30日，退出You'll Melt More[4]。

### 退出You'll Melt More后（2019－）

#### 2020年
- 9月4日，以“ano”的名義開始音樂活動。發行第一張數位單曲。
- 10月，ano主持的朝日電視台主打節目《あのちゃんねる（日语：あのちゃんねる）》開播（2021年9月結束）。[5]

#### 2021年
- 8月，與中山卓哉（吉他）、キッチン前田（貝斯）、畝鋏憐汰（鼓）組成樂隊I’s。 Ano負責吉他和聲樂[6]。
- 担任《縷縷夢兎》[7]、《トーキョーヒロイン展》[8]模特。
- 訂閱頻道“あのちゃんち”自2021年4月起在影片發布平台“ OPENREC.tv” [9]上發布影片。

#### 2022年
- 4月8日，於TOY'S FACTORY發行主流出道1st數位單曲「AIDA」。[10]

#### 2023年
- 12月31日，第74回NHK紅白歌合戰初登場。演唱『接吻，多樣性。』

#### 2024年
- 於11月上映的真人版【我推的孩子】飾演MEM CYO。[11]

## 個人單曲
| ＃                    | 發行日期 | 發行日期 | 標題              | 規格產品編號    |
| ＃                    | 年       | 月日     | 標題              | 規格產品編號    |
| ano                   | ano      | ano      | ano               | ano             |
| --------------------- | -------- | -------- | ----------------- | --------------- |
| 1st                   | 2020年   | 9月4日   | デリート          | TCJPR0000684116 |
| 2nd                   | 2020年   | 12月16日 | Peek a boo        | TCJPR0000716368 |
| 3rd                   | 2021年   | 2月12日  | SWEETSIDE SUICIDE | TCJPR0000744568 |
| 4th                   | 2021年   | 8月4日   | F Wonderful World | TFDS-00698      |
| 5th                   | 2021年   | 9月15日  | アパシー          | TFDS-00706      |
| 6th                   | 2021年   | 10月20日 | 絶対小悪魔コーデ  | TFDS-00716      |
| TOY'S FACTORY（主流） |          |          |                   |                 |
| 1st                   | 2022年   | 4月8日   | AIDA              | TFDS-00766      |
| 2nd                   | 2022年   | 10月12日 | 普変              | TFDS-00811      |
| 3rd                   | 2022年   | 11月23日 | 吻的多樣性        | TFDS-00841      |
| 4th                   | 2022年   | 12月21日 | ンーィテンブセ    | -               |

### 未發表歌曲
- ANOtherWORLD
- たまご味のエビ
- 紳士服の○○○
- ミドリノイケ田イッポウ
- あ、無の無は

## 參與歌曲
- 禁断の多数決（日语：禁断の多数決）「Kiss feat.あの（ゆるめるモ!）」（2015年）[15]
- 大森靖子「勹″ッと<るSUMMER」（2016）[16]
- TOWA TEI「REM」（2017）[17]
- AAAMYYY（日语：AAAMYYY）「あの笑み feat.ano」（2022年）[18]

## 出演

### 綜藝
- ゴッドタン（2016年3月27日（26日深夜）、東京電視台）※「このアイドル知ってんのか!? 2016」[19]
- 深夜に発見! 新shock感 〜一度おためしください〜（2017年5月7日、2019年7月27日、東京電視台）[20]
- 出川とWHYガール（2019年3月30日、朝日電視台）[21]
- 吉田豪とハミダシ女（東京都會電視台）[22]
- 閒聊007（2019年4月29日、日本電視台）[23]
- あのちゃんねる（2020年10月6日 - 2021年9月28日、朝日電視台）[24]
- ラヴィット!（2021年10月13日、TBS）[25]
- 水曜日Downtown（2021年10月20日、TBS）[25]
- 呼び出し先生タナカ（不定期、富士電視台）[26]

### 電視劇
- 咲-Saki-（2016年12月5日 - 26日，每日放送） - 飾演 東横桃子[27]
- 怪獣倶楽部〜空想特撮青春記〜（日语：怪獣倶楽部〜空想特撮青春記〜） （2017年6月5日 - 26日，每日放送） - 飾演 咖啡廳服務員[28]
- 真的要去航海 第二季（2018年7月30日 - 9月3日，每日放送） - 飾演 七原珠子[29]
- 昨晚過得很愉快吧（日语：ゆうべはお楽しみでしたね）（2019年1月7日 - 2月11日，每日放送） - 飾演 [30]
- 世界奇妙物語 夏之特別篇2023（2023年6月17日，富士電視台） - 飾演 路人
- 一兆＄遊戲  第3話（2023年7月28日，TBS） - 飾演 酒店小姐
- GEEKS（2024年7月4日 - 9月19日，富士電視台） - 飾演
- 民王R（2024年10月22日 - 12月10日，朝日電視台） - 飾演 冴島優佳
- 【我推的孩子】（2024年11月28日 - ，Amazon Prime Video） - 飾演 MEM啾[31]

### 電影
- 咲-Saki-（2017年2月3日） - 飾演 東横桃子[32]
- Share park（short movie)[33]波麗佳音發行
- 電鋸少女血肉之華 紅（2019年2月22日） - 飾演 碧井音露 [34]
- 我和父親的FINAL FANTASY XIV（2019年6月21日）[35]
- 聖誕殺戮日/沉默東京（2020年12月4日）[36]
- Adam by Eve: A Live in Animation（日语：Adam by Eve: A Live in Animation）（2022年3月15日世界同時配信、Netflix）[37]
- 赤羽骨子的秘密保鑣（日语：赤羽骨子のボディガード）（2024年8月2日，松竹）- 飾演 霧宮茶虎
- 【我推的孩子】（2024年11月28日，東映） - 飾演 MEM啾[31]

### 動畫電影
- DEAD DEAD DEMON'S DEDEDEDE DESTRUCTION 惡魔的破壞 （2024年3月22日、4月19日） - 飾演 中川凰蘭（主演）[38]

### MUSIC VIDEO
- グッバイフジヤマ「はっぴいえんど」（2015年）[39]、「ぼーいふれんど」・「ダーリン！」（2017年）[40]
- LLLL「All I See」（2015年）[41]

### 網路串流
- 3MC1Porsche（2016年1月11日 - 3月10日、lute / ルーテ）
- ネットで噂のヤバイニュース超真相（2019年10月11日 - 2020年2月28日、Amazon Prime Video[42]）
- 動画、はじめてみました【テレビ朝日公式】（2019年10月9日、あのちゃんねる、YouTube官方）
- ano official channe （2020年8月17日、官方YouTube）
- 読むクリープハイプ（2022年4月25日、クリープハイプ官方YouTube） - 朗讀「二十九、三十」。

### 廣告
- エースコック（日语：エースコック）「スーパーカップMAX」転校生「笑福亭鶴瓶」編、ウェブコマーシャル100の衝撃編（2018年）[43]
- 漫畫UP!（2019年）[44]
- TVerフェス! WINTER2021（2021年12月） - 廣告曲、旁白[45][46]
- セブン銀行（日语：セブン銀行）「あのちゃん×COWCOW「ATM（あたりまえ）体操」」（2022年）[47]
- 武田塾 - イメージキャラクター（2022年)[48]
- ライフカード（日语：ライフカード）（2023年2月1日 - ）[49]
- KDDI「au 三太郎シリーズ」（2023年2月24日 - ） - 飾演 あまのじゃ子[50]
- あのちゃん、キュートな“プチクマ”に変身!?　出川哲朗と夏祭り盛り上げる ブルボン「プチシリーズ」新CM&メーキング (MAiDiGiTVは株式会社MANTAN（2023年6月6日 - ） - 官方YouTube
- 香港麥當勞McGriddles

### 廣播
- Ano的All Night Nippon 0(ZERO)（日语：あののオールナイトニッポン0(ZERO)）（2022年1月5日、5月21日、12月10日、2023年4月4日 - 播出中，日本放送）[51][52]
- Spotify原創podcast『三時のあの月が好き』#1-#12（2022年8月29日 - 9月2日、Spotify）
- Music Line（日语：ミュージックライン）（2022年4月20日、NHK-FM頻率）[53]

## 書籍

### 寫真集
- あの ファースト写真集 ANOther（集英社、2019年3月6日）[2]

### 雜誌
- - IDOL AND READ（日语：IDOL AND READ） 002（シンコーミュージック・エンタテイメント、2014年11月26日）[54]
  - IDOL AND READ（日语：IDOL AND READ） 007（シンコーミュージック・エンタテイメント、2016年7月6日）[55]
  - 週刊Playboy（集英社、2019年2月4日）グラビア掲載[56]
  - グラビアザテレビジョン（2021年8月31日-）開始連載「Anoter World」[57]

## 外部連結
- 官方网站
- Ano的Instagram帳戶
- Ano的X（前Twitter）
- Ano的TikTok
- YouTube上的Ano頻道